# Aéroport international de Jinan Yaoqiang
L'aéroport international de Jinan Yaoqiang (code IATA : TNA • code OACI : ZSJN) est un aéroport qui dessert Jinan dans la province du Shandong en Chine. En 2018, il était le 25e aéroport chinois le plus fréquenté avec 16 611 795 passagers.

## Situation

### Carte des 50 premiers aéroports de Chine
| \| 500 km1:25 016 000 \| Baotou Canton Changchun Changsha Chengdu-CTU Chengdu-TFU Chongqing Dalian Fuzhou Guilin Guiyang Haikou Hailar Hangzhou Harbin Hefei Hohhot Jinan Jinghong Kunming Lanzhou Lhassa Lijiang Nanchang Nankin Nanning Ningbo Pékin · Capitale Pékin · Daxing Qingdao Quanzhou Sanya Shanghaï-Pudong Shanghaï-Hongqiao Shantou-Chaozhou-Jieyang Shenyang Shenzhen Shijiazhuang Taiyuan Tianjin Ürümqi Wenzhou Wuhan Suzhou Xiamen Xi'an Xining Yantai Yinchuan Zhengzhou Zhuhai-Jinwan |
| 500 km1:25 016 000 |

## Statistiques
Le graphique qui aurait dû être présenté ici ne peut pas être affiché car il utilise l'ancienne extension Graph, désactivée pour des questions de sécurité. Des indications pour créer un nouveau graphique avec la nouvelle extension Chart sont disponibles ici.

Voir la requête brute et les sources sur Wikidata.

## Compagnies aériennes et destinations

### Passagers

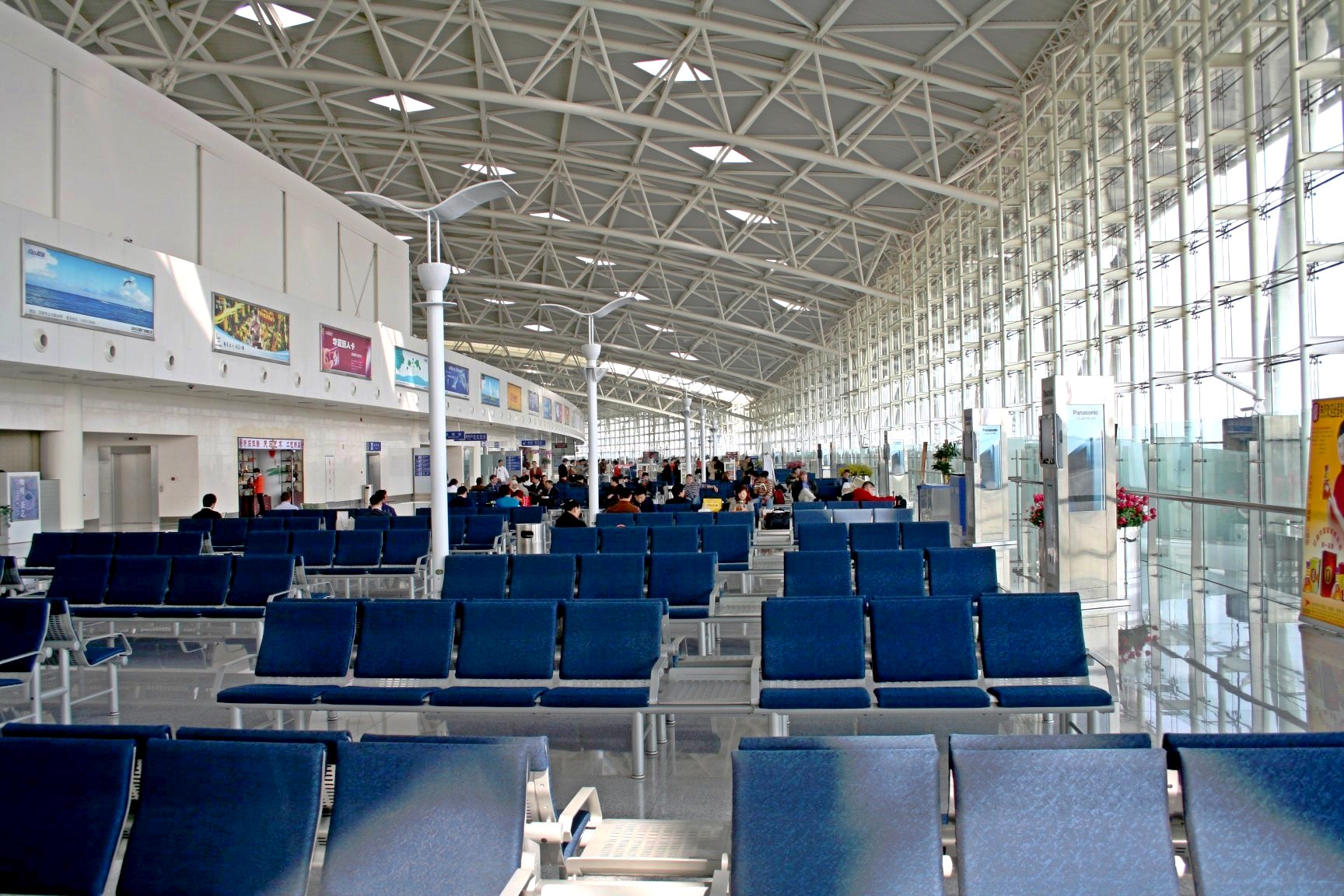
À l'intérieur du terminal

| Compagnies                          | Destinations |
| ----------------------------------- | --- |
| Air China                           | Chengdu-Shuangliu |
| Air China opéré par Dalian Airlines | Changsha, Dalian-Zhoushuizi |
| Air Guilin                          | Guilin-Liangjiang, Haikou, Huai'an, Zhangjiajie |
| Asiana Airlines                     | Séoul-Incheon |
| Beijing Capital Airlines            | Haikou, Lijiang, Sanya-Phénix, Wuhan, Xi'an-Xianyang |
| Cathay Dragon                       | Hong Kong |
| Chengdu Airlines                    | Chengdu-Shuangliu, Guiyang, Harbin Taiping, Kunming-Changshui, Nanchang-Changbei |
| China Eastern Airlines              | Changchun, Chengdu-Shuangliu, Chongqing-Jiangbei, Canton-Baiyun, Kunming-Changshui, Lanzhou, Nanchang-Changbei, Ningbo, Qiqihar-Sanjiazi, Séoul-Incheon, Shanghai-Hongqiao, Shanghai-Pudong, Pattaya U-tapao, Xiamen-Gaoqi, Xi'an-Xianyang |
| China Express Airlines              | Chongqing-Jiangbei, Nanyang |
| China Southern Airlines             | Beihai-Fucheng, Changchun, Changde Taohuayuan (en), Changsha, Dalian-Zhoushuizi, Canton-Baiyun, Harbin Taiping, Lanzhou, Nanning, Shenyang, Ürümqi-Diwopu, Xi'an-Xianyang, Zhuhai |
| EVA Air                             | Taïwan-Taoyuan |
| Far Eastern Air Transport           | Kaohsiung |
| GX Airlines                         | Ganzhou Huangjin, Guiyang, Harbin Taiping, Huaihua (zh), Huizhou Pingtan (en), Lanzhou, Luoyang, Nanning, Rizhao Shanzihe (en), Yulin (en) |
| Guizhou Airlines                    | Guiyang, Zunyi (zh) |
| Hainan Airlines                     | Changsha, Dalian-Zhoushuizi, Haikou, Hangzhou-Xiaoshan, Shantou-Chaozhou-Jieyang, Nanchang-Changbei, Sanya-Phénix, Shenyang, Shenzhen-Bao'an, Ürümqi-Diwopu, Zhuhai |
| Jiangxi Air                         | Nanchang-Changbei, Shenyang |
| Korean Air                          | Séoul-Incheon |
| Kunming Airlines                    | Harbin Taiping, Kunming-Changshui |
| Lion Air                            | Charter : Denpasar-Bali |
| Loong Air                           | Chengdu-Shuangliu, Dalian-Zhoushuizi |
| Lucky Air                           | Chengdu-Shuangliu, Kunming-Changshui |
| Pegas Fly                           | En saison : Moscou-Joukovski |
| Ruili Airlines                      | Dalian-Zhoushuizi, Xi'an-Xianyang |
| Scoot                               | Singapour-Changi |
| Shandong Airlines                   | - Bangkok-Suvarnabhumi, - Pékin-Capitale, - Qionghai-Bo'ao (en), - Changchun, - Changsha, - Chengdu-Shuangliu, - Chongqing-Jiangbei, - Chiang Mai, - Dalian-Zhoushuizi, - Daqing, - Delhi-Indira Gandhi, - Fuzhou-Chánglè, - Canton-Baiyun, - Guilin-Liangjiang, - Guiyang, - Haikou, - Harbin Taiping, - Hengyang, - Hohhot, - Hong Kong, - Hualien, - Jiamusi (en), - Shantou-Chaozhou-Jieyang, - Kachgar-Kashi, - Kunming-Changshui, - Lanzhou, - Lijiang, - Mianyang Nanjiao, - Mudanjiang, - Nanchang-Changbei, - Nanning, - Osaka-Kansai, - Phnom Penh, - Phuket, - Quanzhou Jinjiang, - Sanya-Phénix, - Séoul-Incheon, - Shanghai-Hongqiao, - Shenyang, - Shenzhen-Bao'an, - Shiyan Wudangshan (en), - Siem Reap-Angkor, - Taïwan-Taoyuan, - Ürümqi-Diwopu, - Wēihǎi, - Wenzhou-Longwan, - Wuhan, - Wuyishan (en), - Xiamen-Gaoqi, - Xi'an-Xianyang, - Xining-Caojiabao, - Yantai, - Yinchuan Hedong, - Zhoushan Putuoshan, - Zhuhai |
| Shenzhen Airlines                   | Changsha, Canton-Baiyun, Shenzhen-Bao'an, Nanning, Nantong Xingdong, Xi'an-Xianyang |
| Sichuan Airlines                    | Changchun, Chengdu-Shuangliu, Chongqing-Jiangbei, Dalian-Zhoushuizi, Harbin Taiping, Shantou-Chaozhou-Jieyang, Kunming-Changshui, Los Angeles, Sanya-Phénix, Xi'an-Xianyang |
| Sky Angkor Airlines                 | En saison : Siem Reap-Angkor, Sihanoukville |
| Suparna Airlines                    | Changchun, Guiyang, Lanzhou, Mianyang Nanjiao, Shenzhen-Bao'an, Taizhou (Zhejiang) (en), Xiangyang-Luiji, Yichang, Zhuhai |
| Thai Lion Air                       | Bangkok-Don Muang |
| Tianjin Airlines                    | Dalian-Zhoushuizi, Xi'an-Xianyang |
| Urumqi Air                          | Hami (en), Jiayuguan (en), Ürümqi-Diwopu |
| West Air                            | Chongqing-Jiangbei, Guiyang, Nanning, Quanzhou Jinjiang, Sanya-Phénix, Shenzhen-Bao'an |
| XiamenAir                           | Changsha, Dalian-Zhoushuizi, Fuzhou-Chánglè, Quanzhou Jinjiang, Ürümqi-Diwopu, Xiamen-Gaoqi |

Édité le 07/10/2018